# Sollevamento pesi ai Giochi della XIX Olimpiade - Pesi massimi
La competizione della categoria pesi  massimi  (oltre 90 kg) di sollevamento pesi ai Giochi della XIX Olimpiade si è svolta il giorno 19 ottobre 1968 al Teatro de los Insurgentes di Città del Messico.

## Regolamento
La classifica era ottenuta con la somma delle migliori alzate delle seguenti 3 prove:
- Distensione lenta
- Strappo
- Slancio

Su ogni prova ogni concorrente aveva diritto a tre alzate. In caso di parità vinceva il sollevatore che pesava meno.

## Risultati
| Pos.    | Atleta              | Nazione                 | Peso Atleta | Totale | Distensione lenta | Distensione lenta | Distensione lenta | Strappo  | Strappo  | Strappo  | Slancio  | Slancio  | Slancio  |
| Pos.    | Atleta              | Nazione                 | Peso Atleta | Totale | 1                 | 2                 | 3                 | 1        | 2        | 3        | 1        | 2        | 3        |
| ------- | ------------------- | ----------------------- | ----------- | ------ | ----------------- | ----------------- | ----------------- | -------- | -------- | -------- | -------- | -------- | -------- |
| Oro     | Leonid Žabotyns'kyj | Unione Sovietica        | 162,8       | 572,5  | 187,5             | 195,0             | 200,0             | 160,0    | 170,0    | 177,5    | 202,5    | -        | -        |
| Argento | Serge Reding        | Belgio                  | 124,4       | 555,0  | 187,5             | 195,0             | 195,0             | 142,5    | 147,5    | 152,5    | 202,5    | 207,5    | 212,5    |
| Bronzo  | Joseph Dube         | Stati Uniti             | 143,0       | 555,0  | 190,0             | 197,5             | 200,0             | 145,0    | 145,0    | 150,0    | 195,0    | 202,5    | 210,0    |
| 4       | Manfred Rieger      | Germania Est            | 117,0       | 532,5  | 175,0             | 175,0             | 175,0             | 147,5    | 152,5    | 155,0    | 197,5    | 202,5    | 207,5    |
| 5       | Rudolf Mang         | Germania Ovest          | 115,9       | 525,0  | 170,0             | 177,5             | 177,5             | 142,5    | 147,5    | 152,5    | 185,0    | 190,0    | 195,0    |
| 6       | Mauno Lindroos      | Finlandia               | 112,3       | 495,0  | 157,5             | 157,5             | 162,5             | 140,0    | 140,0    | 145,0    | 185,0    | 190,0    | 192,5    |
| 7       | Kalevi Lahdenranta  | Finlandia               | 128,9       | 492,5  | 160,0             | 160,0             | 160,0             | 147,5    | 155,0    | 155,0    | 185,0    | 190,0    | 190,0    |
| 8       | Don Oliver          | Nuova Zelanda           | 138,0       | 490,0  | 147,5             | 147,5             | 147,5             | 125,0    | 137,5    | 142,5    | 182,5    | 195,0    | 200,0    |
| 9       | Piet van der Kruk   | Paesi Bassi             | 127,5       | 487,5  | 155,0             | 160,0             | 160,0             | 130,0    | 135,0    | 140,0    | 175,0    | 180,0    | 187,5    |
| 10      | Terry Perdue        | Gran Bretagna           | 130,0       | 487,5  | 160,0             | 167,5             | 167,5             | 137,5    | 142,5    | 145,0    | 172,5    | 172,5    | 177,5    |
| 11      | Roger Levecq        | Francia                 | 104,7       | 477,5  | 150,0             | 157,5             | 157,5             | 130,0    | 135,0    | 137,5    | 190,0    | 200,0    | 200,0    |
| 12      | Leston Sprauve      | Isole Vergini Americane | 128,6       | 467,5  | 150,0             | 160,0             | 160,0             | 130,0    | 140,0    | 147,5    | 177,5    | 177,5    | 192,5    |
| -       | Jean-Paul Fouletier | Francia                 | 108,0       | 320,0  | 167,5             | 167,5             | 175,0             | 152,5    | 157,5    | 157,5    | 190,0    | 190,0    | 190,0    |
| -       | Hwang Ho-Dong       | Corea del Sud           | 135,7       | 0,0    | 160,0             | 160,0             | 160,0             | Ritirato | Ritirato | Ritirato | Ritirato | Ritirato | Ritirato |
| -       | Ove Johansson       | Svezia                  | 115,0       | 0,0    | 180,0             | 180,0             | 180,0             | Ritirato | Ritirato | Ritirato | Ritirato | Ritirato | Ritirato |
| -       | Ray Rigby           | Australia               | 114,4       | 0,0    | 160,0             | 160,0             | 160,0             | Ritirato | Ritirato | Ritirato | Ritirato | Ritirato | Ritirato |
| -       | Ernie Pickett       | Stati Uniti             | 121,0       | 0,0    | 190,0             | 190,0             | 190,0             | Ritirato | Ritirato | Ritirato | Ritirato | Ritirato | Ritirato |